# Calimero (televisieserie uit 1992)
Calimero, ook bekend als Calimero en zijn vrienden, is een animatieserie uit 1992. Het is de derde serie over Calimero, na de originele Italiaanse versie uit 1963 en de Japanse serie uit 1974. Er zijn 52 afleveringen van gemaakt.

## Verhaal
In deze serie draagt Calimero een rood vest en neemt hij een meer heroïsche rol op zich, waar hij, samen met Priscilla en Pieter (die Calimero's vriend in deze serie werd) mysteries onderzoekt met de hulp van nieuwe vrienden: Juliano (een groen kuikentje, ook bekend als Valeriano), Suzy (een meisjeseend) en Rozzeta (een meisjeskuiken, ook bekend als Romi).

## Personages

### Stemmen
Japanse stemmen:
- Shinobu Adachi als Calimero
- Akemi Okamura als Priscilla
- Akirasa Ōmori als Pieter Eend
- Yūji Ueda als Juliano
- Natsumi Sasaki als Suzy
- Hiroko Kasahara als Rozzeta

Nederlandse stemmen:
- Corry van der Linden als Calimero
- Lucie de Lange als Priscilla
- Angélique de Boer als Juliano
- Marjolein Algera als Rozzeta
- Bram Bart als Pieter Eend en Calimero's vader
- Edna Kalb als Suzy
- Peter van Hoof als Pancrazio

Overige stemmen:
- Wiebe Pier Cnossen
- Tom Hartmann
- Hans Karsenberg
- Fred Meijer
- Peter Paul Muller
- Frank Rigter
- Bas Westerweel